# Криниця Д.Г. Голодного
50°42′29″ пн. ш. 33°54′22″ сх. д.
Криниця Д.Г. Голодного — гідрологічна пам'ятка природи місцевого значення в Україні.
Знаходиться на території Семенівської сільської ради, у верхів'ї балки в урочищі «Дакалове». Оголошено територією ПЗФ 04.08.2006. Площа 0,6 га. Пам'ятка природи являє собою ділянку лісового насадження з місцем витоку самовитічного джерела води доброї питної якості, пов'язаного з ім'ям місцевого жителя, учасника Другої світової війни Д.Г. Голодного.